# Љубодраг Димић
Љубодраг Димић (Земун, 20. фебруар 1956) српски је историчар, редовни професор Филозофског факултета Универзитета у Београду и академик САНУ.

## Биографија
Љубодраг Димић рођен је у Земуну 1956. године. Студирао је историју на Филозофском факултету у Београду, где је дипломирао (1980), магистрирао (1985) радом „Агитпроп фаза културне политике у Србији 1945-1952“ и докторирао (1993) дисертацијом „Културна политика у Краљевини Југославији 1929-1941“.
Од 1981. до 1985. године радио је као асистент приправник у Институту за историју радничког покрета Србије (данас Институт за новију историју Србије). За асистента на Катедри за историју Југославије изабран је 1985, за доцента 1993, за ванредног професора 1998. и за редовног професора 2002. године. Од 2003. до 2005. године био је управник Одељења за историју Филозофског факултета у Београду.
Члан је одбора за историју XX века САНУ. Један је од оснивача Центра за савремену историју Југоисточне Европе, оснивач и руководилац Центра за историју Југославије и Хладног рата. Ангажован је у раду редакција више историјских часописа. Водио је државну Комисију за истину и помирење (2001). Почасни је члан Центра за истраживања Хладног рата у Лондону.
Новембра 2012. године именован је за дописног члана САНУ. Од 8. новембра 2018. је редовни члан САНУ.

## Одабрана дела
- Dimić, Ljubodrag (1988). Agitprop kultura: Agitpropovska faza kulturne politike u Srbiji 1945-1952. Beograd: Rad.
- Dimić, Ljubodrag; Žutić, Nikola (1992). Rimokatolički klerikalizam u Kraljevini Jugoslaviji 1918-1941: Prilozi za istoriju. Beograd: Vojnoizdavački i novinski centar.
- Станковић, Ђорђе; Димић, Љубодраг (1996). Историографија под надзором: Прилози историји историографије. 1. Београд: Службени лист СРЈ.
- Станковић, Ђорђе; Димић, Љубодраг (1996). Историографија под надзором: Прилози историји историографије. 2. Београд: Службени лист.
- Димић, Љубодраг (1996). Културна политика у Краљевини Југославији 1918-1941. 1. Београд: Стубови културе.
- Димић, Љубодраг (1997). Културна политика у Краљевини Југославији 1918-1941. 2. Београд: Стубови културе.
- Димић, Љубодраг (1997). Културна политика у Краљевини Југославији 1918-1941. 3. Београд: Стубови културе.
- Димић, Љубодраг (1998). Срби и Југославија: Простор, друштво, политика (Поглед с краја века). Београд: Стубови културе.
- Димић, Љубодраг; Борозан, Ђорђе (1998). Југословенска држава и Албанци. 1. Београд: Службени лист СРЈ, Архив Југославије, Војно-историјски институт.
- Димић, Љубодраг; Борозан, Ђорђе (1999). Југословенска држава и Албанци. 2. Београд: Службени лист СРЈ, Архив Југославије, Војно-историјски институт.
- Димић, Љубодраг; Тешић, Владета; Павловић-Лазаревић, Гордана (2000). Министарство просвете и министри Краљевине Срба, Хрвата и Словенаца и Краљевине Југославије 1918-1941. Београд: Педагошки музеј.
- Димић, Љубодраг (2001). Историја српске државности. 3. Нови Сад: Огранак САНУ.
- Димић, Љубодраг; Стојановић, Дубравка; Јовановић, Мирослав (2005). Србија 1804-2004: Три виђења или позив на дијалог. Београд: Удружење за друштвену историју.
- Dimić, Ljubodrag; Životić, Aleksandar (2012). Napukli monolit: Jugoslavija i svet 1942-1948. Beograd: Arhipelag, Službeni glasnik.
- Богетић, Драган; Димић, Љубодраг (2013). Београдска конференција несврстаних земаља 1-6. септембра 1961.: Прилог историји Трећег света. Београд: Завод за уџбенике.
- Dimić, Ljubodrag (2014). Jugoslavija i Hladni rat: Ogledi o spoljnoj politici Josipa Broza Tita (1944—1974). Beograd: Arhipelag.
- Димић, Љубодраг; Раковић, Александар; Милошевић, Миладин (2014). Југославија-Индонезија 1945-1967: Истраживања и документа. Београд: Архив Југославије. Архивирано из оригинала 12. 03. 2022. г. Приступљено 07. 10. 2019.
  - Dimić, Ljubodrag; Raković, Aleksandar; Milošević, Miladin (2015). Yugoslavia-Indonesia 1945-1967: Research and documentation (PDF). Belgrade-Jakarta: Archives of Yugoslavia, National Archives of The Republic of Indonesia. Архивирано из оригинала (PDF) 22. 05. 2021. г. Приступљено 07. 10. 2019.
- Радојевић, Мира; Димић, Љубодраг (2014). Србија у Великом рату 1914-1918: Кратка историја. Београд: Српска књижевна задруга, Београдски форум за свет равноправних.
  - Radojević, Mira; Dimić, Ljubodrag (2014). Serbia in the Great War 1914-1918: A short History. Belgrade: Srpska književna zadruga, Belgrade forum for the world of equals. (енглеско издање)
  - Radojević, Mira; Dimić, Ljubodrag (2014). Serbien im Großen Krieg 1914-1918. Belgrad: Srpska književna zadruga, Belgrader Forum für eine Welt von Gleichberechtigten. (немачко издање)
  - Радојевич, Мира; Димич, Любодраг (2014). Сербия в Великой войне 1914-1918: Краткая история. Белград: Српска књижевна задруга, Белградский форум за мир равноправных. (руско издање)
  - Радојевиќ, Мира; Димиќ, Љубодраг (2017). Србија во големата војна 1914 - 1918, Скопје: Слово љубве - Буквибукс. (македонско издање)
- Димић, Љубодраг; Жутић, Никола (2017). Алојзије Степинац: Држава, црква, надбискуп (1934—1941). Београд: Филип Вишњић.
- Димић, Љубодраг (2022). Између Истока и Запада. Југославија, велике силе и питање безбедности у Европи (1945-1975). Београд: Филип Вишњић.[4]
- Радојевић, Мира, Димић, Љубодраг, Животић, Александар, Гавриловић, Дарко, Антоловић, Михаел (2024). Патриотизам и национализам код Срба у XX веку: Идеје и пракса. Београд: Филозофски факулет Универзитета у Београду.[5]

### Важније расправе и чланци
- Димић, Љубодраг (1994). „Држава, интегрално југословенство и култура: Прилог историји шестојануарске диктатуре 1929-1931”. Књижевност: Месечни часопис (1-3): 171—207.
- Dimić, Ljubodrag (1998). „Josip Broz, Nikita Sergejevič Hruščov i mađarsko pitanje 1955-1956” (PDF). Tokovi istorije (1-4): 23—59.
- Dimić, Ljubodrag (1999). „Jugoslovenska država i istoriografija” (PDF). Tokovi istorije (1-4): 326—339.
- Dimić, Ljubodrag (2000). „From Assertions to Knowledge: Yugoslav Historiography Concerning the War of 1941-1945”. East European Studies. Seoul. 9: 257—281.
- Dimić, Ljubodrag (2000). „Srpsko društvo i jugoslovenska država (strukture i procesi)”. Dijalog povjesničara-istoričara. 1. Zagreb: Zaklada Friedrich Naumann. стр. 127—144.
- Dimić, Ljubodrag (2000). „Kulturna politika u Kraljevini Srba, Hrvata i Slovenaca (mogućnosti i ograničenja)”. Dijalog povjesničara-istoričara. 2. Zagreb: Zaklada Friedrich Naumann. стр. 307—324.
- Димић, Љубодраг (2000). „Вјерски чинилац у југословенској држави: Римокатоличка црква и Српска православна црква”. Историјски записи. 73 (1-2): 231—243.
- Dimić, Ljubodrag (2001). „Materijalna osnova školovanja u Kraljevini Jugoslaviji 1918-1941” (PDF). Istorija 20. veka: časopis Instituta za savremenu istoriju. 19 (1): 33—42.
- Dimić, Ljubodrag (2001). „Integralno jugoslovenstvo i kultura 1929-1931. godine”. Dijalog povjesničara-istoričara. 3. Zagreb: Zaklada Friedrich Naumann. стр. 333—349.
- Dimić, Ljubodrag (2001). „Srpski kulturni klub i preuređenje jugoslovenske države”. Dijalog povjesničara-istoričara. 4. Zagreb: Zaklada Friedrich Naumann. стр. 359—375.
- Dimić, Ljubodrag (2002). „Anahrone političke koncepcije i modernizacija - Srbija šezdesetih godina XX veka: Otvaranje pitanja”. Dijalog povjesničara-istoričara. 5. Zagreb: Zaklada Friedrich Naumann. стр. 409—425.
- Димић, Љубодраг (2002). „Дунавска бановина”. Настава историје. 8 (15): 111—119.
- Димић, Љубодраг (2002). „У Краљевини СХС/Југославији (1918—1941)”. Министарство и министри полиције у Србији 1811-2001. Београд: Министарство унутрашњих послова Републике Србије. стр. 74—108.
- Dimić, Ljubodrag (2003). „Tito and Krushchev 1953-1956: Coming together, reconciliation, disappointment”. Journal of Central & East European Studies. Seoul. 5 (2): 423—456.
- Димић, Љубодраг (2003). „Просвета у Краљевини Југославији”. Образовање код Срба кроз векове. Београд: Завод за уџбенике и наставна средства. стр. 211—231.
- Димић, Љубодраг (2003). „Рат и историографија”. Округли сто Краљево октобра 1941. Краљево: Народни музеј. стр. 197—220.
- Dimić, Ljubodrag (2004). „Titovo putovanje u Indiju i Burmu 1954-1955: Prilog za istoriju Hladnog rata” (PDF). Tokovi istorije (3-4): 27—54.
- Dimić, Ljubodrag (2004). „Ideologija i kultura u Jugoslaviji 1945-1955: Vreme, ljudi, institutcije, politika”. Jugoslavija v Hladni vojni. Ljubljana: Inštitut za novejšo zgodovino. стр. 449—486.
- Димић, Љубодраг (2005). „Две слике просвете у Србији 20. века”. Два века образовања у Србији: Образовне и васпитне идеје и личности у Србији од 1804. до 2004. Београд: Институт за педагошка истраживања. стр. 213—244.
- Димић, Љубодраг (2005). „Историографија о рату у Југославији (1941—1945)”. Споменица Историјског архива "Срем". 4: 9—29.
- Димић, Љубодраг (2005). „Косово као судбина”. Писац и историја: Зборник радова о Добрици Ћосићу и његовим делима. Београд: Српска књижевна задруга. стр. 255—266.
- Димић, Љубодраг (2005). „Министарски савети Краљевине Југославије 1918-1941”. Владе Србије 1805-2005. Београд: Завод за уџбенике и наставна средства. стр. 245—272.
- Димић, Љубодраг (2005). „Бан Светислав-Тиса Милосављевић, културне прилике и културна политика у Врбаској бановини 1929-1934”. Светислав-Тиса Милосављевић: Зборник. Бања Лука: Институт за историју. стр. 151—173.
- Dimić, Ljubodrag (2005). „U potrazi za alternativom: Isečak iz spoljne politike Jugoslavije 1953-1955. godine”. Dijalog povjesničara-istoričara. 9. Zagreb: Zaklada Friedrich Naumann. стр. 397—415.
- Dimić, Ljubodrag (2005). „Ideology and culture in Yugoslavia (1945—1955)”. Velike sile i male države u hladnom ratu 1945-1955: Slučaj Jugoslavije. Beograd: Filozofski fakultet. стр. 303—320.
- Dimić, Ljubodrag (2005). „Serbien und Jugoslawien (1918—1941)”. Österreichische Osthefte. 47 (1-4): 231—264.
- Dimić, Ljubodrag (2005). „Influence culturelle française dans le Royaume de Yugoslavie”. Међународни научни скуп Српско-француски односи 1904-2004. Београд: Архив Србије. стр. 57—72.
- Dimić, Ljubodrag (2005). „Pogled iz Beograda na Čehoslovačku 1968. godine” (PDF). Tokovi istorije (3-4): 205—232.
- Димић, Љубодраг (2007). „Историјски извори и историјско мишљење: Како су америчке обавештајне службе виделе Југославију 50-их и 60-их година XX века” (PDF). Токови историје (3): 173—190.
- Dimić, Ljubodrag (2008). „Istoriografski putokazi: Istoriografsko nasleđe o spoljnoj politici Jugoslavije u Hladnom ratu”. Spoljna politika Jugoslavije 1950-1961: Zbornik radova. Beograd: Institut za noviju istoriju Srbije. стр. 25—46.
- Димић, Љубодраг (2008). „Српско друштво и југословенска држава 1918/1941” (PDF). Култура полиса: Часопис за неговање демократске политичке културе. 5 (8-10): 4—46. Архивирано из оригинала (PDF) 29. 03. 2019. г. Приступљено 13. 04. 2019.
- Димић, Љубодраг (2008). „Година 1968 - исходиште нове југословенске спољнополитичке оријентације”. 1968 - четрдесет година после. Београд: Институт за новију историју Србије. стр. 339—375.
- Dimić, Ljubodrag (2008). „Historiography on the Cold War in Yugoslavia: From Ideology to Science”. Cold War History. 8 (2): 285—297.
- Димич, Любодраг; Чавошки, Йован (2010). „Политический кризис в Чехословакии и общественная мысль Югославии”. 1968 год: "Пражская весна": Историческая ретроспектива. Москва: Институт славяноведения РАН. стр. 265—297.
- Димић, Љубодраг (2010). „Јосип Броз Тито и југословенски поглед на Европу”. Југославија у Хладном рату: Прилози истраживањима: Зборник радова. Београд: Институт за новију историју Србије. стр. 183—205.
- Dimić, Ljubodrag (2011). „Yugoslav-Soviet Relations: The View of the Western Diplomats (1944—1946)”. The Balkans in the Cold War: Balkan Federations, Cominform, Yugoslav-Soviet Conflict. Beograd: Institute for Balkan Studies. стр. 109—140.
- Dimić, Ljubodrag (2012). „Josip Broz Tito, Yugoslav policy and the formation of the concept of European security, 1968-1975”. From Helsinki to Belgrade: the First CSCE follow-up meeting and the crisis of détente. Bonn: Bonn University Press. стр. 59—81.
- Димић, Љубодраг (2012). „27. март 1941. - сећања, тумачења, истраживања и уџбеничка литература”. 27. март 1941. седамдесет година касније: Зборник радова. Београд: Институт за савремену историју. стр. 101—112.
- Димић, Љубодраг (2012). „Одлазак са Маурицијуса: Британци и Милан Стојадиновић (1945—1948)”. Глас САНУ. 420 (16): 495—518.
- Dimić, Ljubodrag (2013). „Pavle Beljanski u jugoslovenskoj diplomatiji (1919—1941)”. Naučni skup posvećen Pavlu Beljanskom (1892—1965). Novi Sad: Spomen-zbirka Pavla Beljanskog. стр. 58—67.
- Димић, Љубодраг (2013). „Југославија и Алжир 1961-1965”. Југославија-Алжир: Зборник радова са научне конференције. Београд: Архив Југославије. стр. 49—80.
- Димић, Љубодраг (2013). „Историја српске дипломатије: Отварање историографске теме”. Два века модерне српске дипломатије. Београд: Балканолошки институт САНУ. стр. 305—325.
- Димич, Любодраг (2014). „Сербы и Хорваты в Югославии (1918—1945): Опит совместной жизни мифа и рельности”. Славянские диалоги на границе Европы и Азии: Историческая память. Екатеринбург: Министерство образования науки Российской Федерации. стр. 252—266.
- Димић, Љубодраг (2013). „Просветна и културна политика владе Милана Стојадиновића и њени критичари (1935—1938)”. Милан Стојадиновић: Политика у време глобалних ломова. Београд: Завод за уџбенике. стр. 163—207.
- Димић, Љубодраг (2013). „Сима Марковић и југословенска стварност”. Друштвено-политичка и научна мисао и делатност Симе Марковића. Београд: САНУ. стр. 57—74.
- Димић, Љубодраг (2014). „Вештина политике: Први сусрет Јосипа Броза Тита и Леонида Илича Брежњева (24. септембар - 5. октобар 1962)”. Уметност и њена улога у историји: Између трајности и пролазних -изама. Косовска Митровица: Филозофски факултет. стр. 371—387.
- Димич, Любодраг (2014). „Югославско-советские отношения в начале 60-х гг. XX в.”. Из истории Сербии и русско-сербских связей 1812-1912-2012. Москва: Институт славяноведения РАН. стр. 312—343.
- Димић, Љубодраг (2014). „Руски емигранти у културном и научном животу Краљевине СХС и Краљевине Југославије”. Руски некропољ у Београду: Знамење историјског пријатељства. Београд: Институт за политички и економски дијалог. стр. 87—104.
- Димић, Љубодраг (2015). „Србија и Први светски рат - противречности епохе и узроци сукоба”. Србија и геополитичке прилике у Европи 1914. године. Београд: Институт за политичке студије. стр. 11—38.
- Димић, Љубодраг (2015). „Српска историографија о Првом светском рату”. Срби и Први светски рат 1914-1918. Београд: САНУ. стр. 583—607.
  - Dimić, Ljubodrag (2015). „Serbian Historiography on the Great War”. The Serbs and the First World War 1914-1918. Belgrade: Serbian Academy of Sciences and Arts. стр. 383—407.
- Димић, Љубодраг (2016). „Југословенски државни врх и политичка смена Никите Сергејевича Хрушчова”. Србија и Русија 1814-1914-2014: Међународни научни скуп. Београд: САНУ. стр. 371—398.
- Dimić, Ljubodrag (2016). „Yugoslavia and Security in Europe during the 1960s (Views, Attitudes, Initiatives)” (PDF). Токови историје (3): 9—42.
- Димић, Љубодраг (2017). „Југословенско-чехословачке културне везе (1918—1938): Прокламовано и стварно”. Od Moravy k Moravě: Од Мораве до Мораве. 3. Brno-Нови Сад: Matice moravská, Матица српска. стр. 291—308.
- Димић, Љубодраг (2017). „Запостављање српског националног питања у Хрватској 50-их и 60-их година ХХ века”. Споменица академику Чедомиру Попову. Нови Сад: Матица српска. стр. 243—285.
- Димић, Љубодраг (2017). „Епилог: Криза, распад и разбијање Југославије”. Срби и пропаст Југославије: Приручник. Београд: Завод за уџбенике. стр. 211—225.
- Димић, Љубодраг (2018). „Повратак у Европу: Југославија и питање европске безбедности крајем 60-их и почетком 70-их година XX века”. Глас САНУ. 428 (18): 63—95.
- Димић, Љубодраг (2018). „Последњи сусрет Леонида Иљича Брежњева и Јосипа Броза Тита (Москва, 16-21. мај 1979. године)”. Русија/СССР и државност Србије/Југославије. Београд: Историјски институт. стр. 323—351.
- Dimić, Ljubodrag (2018). „Alojzije Stepinac: Student of the Collegium Germanicum (1924—1931)” (PDF). Токови историје (3): 11—32.